# Jogos Macabíadas de 1950
A 3ª Macabíada ou Jogos Macabeus de 1950 (em hebraico:  המכביה השלישית) ocorreu durante Sucot de 27 de setembro a 8 de outubro de 1950, com 20 países participando de 17 eventos competitivos. Foi a terceira edição dos Jogos Macabíadas e a primeira realizada desde a independência do Estado de Israel; 15 anos após a Macabíada anterior. Israel venceu os Jogos Macabíadas de 1950, a Grã-Bretanha ficou em segundo lugar, a África do Sul em terceiro, os Estados Unidos em quarto, o Canadá em quinto e a Áustria em sexto.

## História

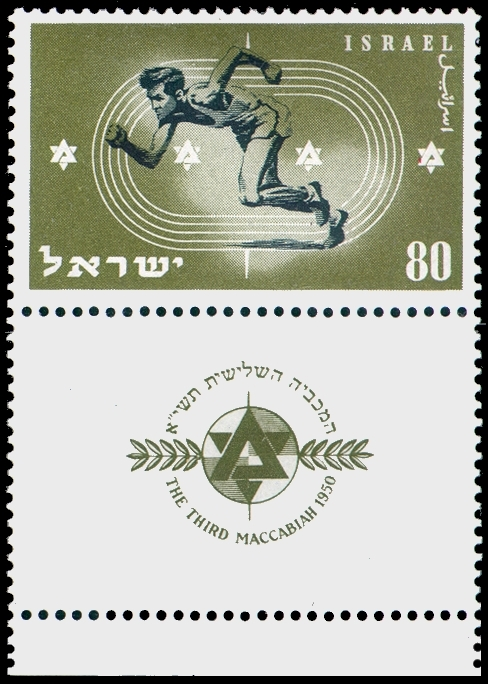
Selo postal israelense, 1950.

A 3ª Macabíada foi originalmente programada para ocorrer três anos após a 2ª Macabíade na primavera de 1931. Os preparativos começaram; cartazes foram criados; e convidados ilustres, como o rabino-chefe dos judeus romenos, Jacob Itzhak Niemirower, vieram a Eretz Yisrael. No entanto, por uma série de razões, como a recusa das autoridades britânicas em aprovar os jogos (devido a preocupações com a imigração ilegal) e a revolta árabe, os jogos foram adiados indefinidamente. A Macabíada foi adiada ainda mais devido à Segunda Guerra Mundial e à guerra da Palestina de 1947–1949.
A data final para a terceira Macabíada foi decidida no Terceiro Congresso Mundial de Maccabi em dezembro de 1948, durante a guerra. Na mesma reunião também foi acordado que não haveria jogos aos sábados e feriados.
Os Jogos de 16 dias foram abertos em um novo estádio em Ramat Gan, com a presença de uma multidão de 30.000 pessoas na cerimônia, e atletas desfilando diante do presidente interino Yosef Sprinzak e outros dignitários.

## Concorrentes notáveis
As medalhas de ouro foram conquistadas pelos americanos Henry Wittenberg (campeão olímpico dos meio-pesados) na luta livre dos pesos pesados, e Frank Spellman (que dois anos antes havia conquistado uma medalha de ouro nas Olimpíadas) no levantamento de peso. O ex-campeão mundial Fred Oberlander, do Canadá, conquistou a medalha de prata na luta livre dos pesos pesados, impossibilitado de disputar as finais devido a doença. León Genuth, da Argentina, que competiu nas Olimpíadas dois anos depois, conquistou a medalha de ouro no peso médio. Max Ordman da África do Sul, um futuro atleta olímpico, ganhou a medalha de ouro na luta livre meio-pesada.

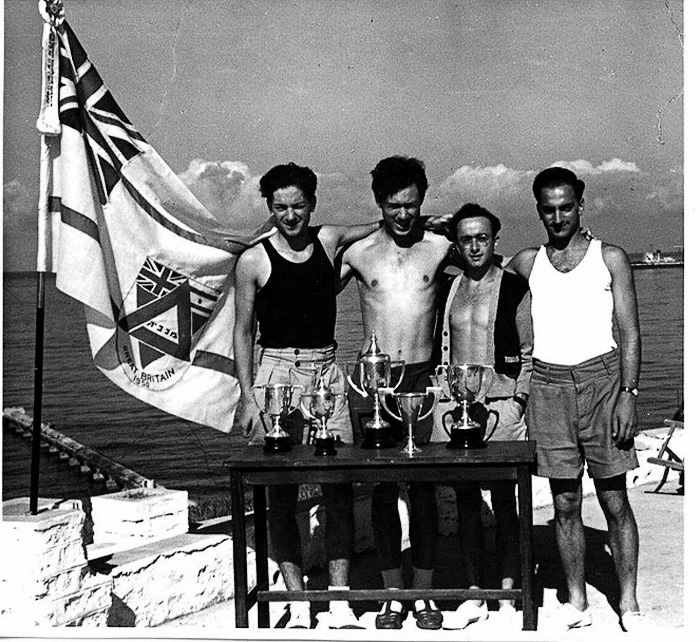
Membros da equipe da Grã-Bretanha exibindo seus troféus nos Jogos.

O atleta olímpico Henry Laskau (campeão nacional e detentor do recorde mundial) conquistou a medalha de ouro para os Estados Unidos na marcha atlética a 3.000m, enquanto o ex-atleta olímpico Irving Mondschein treinou a equipe de atletismo dos Estados Unidos. Na natação, a olímpica Zsuzsa Nádor, representando a Grã-Bretanha (enquanto representou a Hungria nas Olimpíadas), conquistou medalhas de ouro nos 100m costas, 100m crawl e 400m livre.
Na esgrima, o britânico Allan Jay, futuro medalhista de prata olímpico, conquistou a medalha de ouro da espada. Três vezes medalhistas de ouro nos Jogos Pan-Americanos, Allan Kwartler (no sabre) e Daniel Bukantz (florete), ganharam medalhas na esgrima, com Bukantz derrotando Kwartler pelo campeonato de florete por 5–4. Ralph Cooperman foi medalhista da Grã-Bretanha na esgrima. Kwartler ganhou a medalha de ouro no sabre. O Canadá conquistou 14 medalhas em seus primeiros Jogos.
Ben Helfgott, um sobrevivente dos campos de concentração e mais tarde um atleta olímpico, ganhou a medalha de ouro no levantamento de peso na categoria leve para a Grã-Bretanha.
A campeã americana de tênis de mesa e medalhista de bronze em campeonatos mundiais, Reba Monness competiu, e o atleta olímpico americano Alex Treves também competiu na esgrima.

## Nações participantes
Israel venceu os Jogos Macabíadas de 1950, a Grã-Bretanha ficou em segundo lugar, a África do Sul em terceiro, os Estados Unidos em quarto, o Canadá em quinto e a Áustria em sexto. Dezessete países competiram. Oito países entraram pela primeira vez na competição, entre eles Argentina, Canadá, Índia e Suécia. O número entre parênteses indica o número de participantes que o país contribuiu:
- Argentina
- Áustria
- Austrália
- Bélgica
- Canadá
- Tchecoslováquia (1)[21]
- Dinamarca
- Finlândia
- França
- Alemanha Ocidental
- Índia
- Irlanda
- Israel (240)[22]
- Líbia
- Holanda
- África do Sul (54)[21]
- Suécia
- Suíça
- Turquia
- Reino Unido (94)[21]
- Estados Unidos (43)[21]